# Luigi Baricelli
Luiz Fernando Pecorari Baricelli (São Paulo, 14 de julho de 1971) é um ator e apresentador brasileiro.
Iniciou a carreira  de ator em 1991 na série O Guarani, na extinta TV Manchete. Em 2008 começou sua carreira como apresentador no Domingão no Faustão, onde apresentou o Caminhão do Faustão até 2009. Entre 2009 e 2010 apresentou ao lado de André Marques o programa Vídeo Show. Seu último personagem na Globo foi Oscar, da novela Insensato Coração (2011). 
Fora das telas, Luigi passou a defender causas sociais. Em 2010, o ator foi à Câmara dos Deputados, em Brasília, apresentar o “Projeto Desaparecidos”, da ONG Portal Kids, que trabalha para esclarecer desaparecimentos de crianças e jovens no Brasil. Luigi quer que a polícia utilize em investigações sobre desaparecidos softwares que simulam o envelhecimento da pessoa desaparecida a partir de uma foto. Outra proposta da ONG encampada pelo ator é a do uso de tecnologia de mapeamento corporal e reconhecimento facial, que permite a identificação de pessoas filmadas por câmeras instaladas em locais públicos.
Em 2016 Luigi saiu da Rede Globo e trabalhou em dois reality shows: Escola para Maridos (2016), da Fox Life, e À Primeira Vista (2017), da Band.

## Carreira
Luigi começou sua carreira em 1991, quando o diretor Geraldo Vietri o convidou para participar de um seriado numa produtora independente onde interpretava Luigi, origem de seu nome artístico. Foi até lá movido pela curiosidade e acabou gostando. Sua estreia aconteceu na minissérie O Guarani, de Walcyr Carrasco, na extinta TV Manchete, onde interpretava Dom Diogo. Depois fez Deus nos Acuda, da Rede Globo. Em seguida foi convocado para viver o personagem Romão, no seriado Malhação. 
Em Laços de Família, Luigi fez o papel de Fred, que teve uma história de amor com Capitu, personagem de Giovanna Antonelli. Em A Padroeira, de Walcyr Carrasco, lhe coube o papel central, o guerreiro apaixonado por Cecília, interpretada por Deborah Secco. Depois, em Sabor da Paixão, interpretou Alexandre Paixão. Luigi fez várias participações em várias outras novelas e séries da Rede Globo como Brava Gente, Sob Nossa Direção, A Diarista, A História de Rosa, Dicas de um Sedutor, Casos e Acasos e até mesmo Sítio do Picapau Amarelo. No ano de 2003, em Maria - Mãe do Filho de Deus, interpretou Jesus. Depois de suas icônicas aparições em novelas como Alma Gêmea e O Profeta, entre 2008 e 2009 teve seu próprio quadro no Domingão do Faustão. No começo de 2009 foi chamado para apresentar a Mega da Virada e continua anunciando os famosos números até hoje. Ainda em 2009, foi apresentador do Vídeo Show ao lado de seu amigo André Marques.
Desde a sua participação em Aquele Beijo, rumores indicavam que Luigi iria sair da Globo para trabalhar na Band. Luigi ficou quatro anos longe da Globo, tendo sua última aparição em um especial. Ele começou a aparecer em outras plataformas. Luigi foi chamado para ser o apresentador do Réveillon da Paulista, Mega da Virada e séries como Os Homens são de Marte. Em 2016 Luigi saiu da Rede Globo e virou apresentador da Escola Para Maridos, gravado em Bogotá, da FOX. Sua volta para a televisão teve um imenso sucesso aumentando em 200% audiência da Fox Life. Recentemente trabalhou no reality À Primeira Vista, da Band. Hoje, morando nos Estados Unidos com a família e afastado das novelas, ele garante que não pensa em deixar de atuar. "Não vou deixar de ser ator. Eu amo atuar. Nunca vou deixar de fazer as coisas que amo, principalmente trabalhar. Trabalho significa desenvolvimento, processo. Não deixei de ser ator, não deixei de fazer novela", comenta ele, que viu sua carreira pender também para o lado de apresentador.

## Vida pessoal
Luigi é casado com a paulistana Andreia Baricelli desde 1992. Desde então, ela trabalha como empresária dele, na produtora do casal, a LB Produções. Os filhos Vittorio, nascido em 1997, e Vicenzo, de 2001, têm ainda a companhia eventual de Rúbia (1990), filha de um relacionamento anterior. Paulistanos, os dois moravam no Rio de Janeiro, mas atualmente residem em Orlando, na Flórida. Em 30 de março de 2016 nasceu Helena, sua primeira neta, filha de Rúbia.

## Filmografia
| Ano     | Título                           | Personagem / Cargo           | Notas                                                     |
| ------- | -------------------------------- | ---------------------------- | --------------------------------------------------------- |
| 1991    | O Guarani                        | Diogo de Mariz               |                                                           |
| 1992    | Deus Nos Acuda                   | José Paulo Pinheiro (Zelito) |                                                           |
| 1993    | Você Decide                      | Felipe                       | Episódios: "Laços de Sangue"                              |
| 1994    | 74.5: Uma Onda no Ar             | Rodolfo Rodrigues            |                                                           |
| 1995–97 | Malhação                         | Romão Marques Macieira       | Temporadas 1–2–3                                          |
| 1999    | Malhação                         | Romão Marques Macieira       | Temporada 5                                               |
| 1999    | Dartagnan e os Três Mosqueteiros | Lord de Winter               | Especial de fim de ano                                    |
| 2000    | Você Decide                      | Juliano                      | Episódio: "Ídolos de Barro"                               |
| 2000    | Laços de Família                 | Frederico Lacerda (Fred)     |                                                           |
| 2001    | A Padroeira                      | Valentim Coimbra             |                                                           |
| 2002    | Brava Gente                      | Eduardo Cantabrava           | Episódio: "Palácio de Cristal"                            |
| 2002    | Sabor da Paixão                  | Alexandre Paixão             |                                                           |
| 2003    | Sítio do Picapau Amarelo         | Fera                         | Episódio "A Bela e a Fera"                                |
| 2004    | Um Só Coração                    | Wálter Forster               |                                                           |
| 2004    | Sob Nova Direção                 | Lauro                        | Episódios: "Se Colar, Colou" e "De Volta Para o Presente" |
| 2004    | A Diarista                       | Ele Mesmo                    | Episódio: "Aquele do Projac"                              |
| 2004    | O Pequeno Alquimista             | Zózimo Teixeira              |                                                           |
| 2005    | Alma Gêmea                       | Raul de Carvalho Siqueira    |                                                           |
| 2005    | A História de Rosa               | Adalbertino Munhoz           | Especial de fim de ano                                    |
| 2006    | A Diarista                       | Guilherme                    | Episódio: "Garoto de Ipanema"                             |
| 2006    | O Profeta                        | Flávio Leite                 |                                                           |
| 2006    | Dom                              | Diogo Telles                 | Especial de fim de ano                                    |
| 2008    | Dicas de um Sedutor              | Ulisses Ferreira             | Episódio: "Amor e Fantasia"                               |
| 2008    | Casos e Acasos                   | Edgar Antunes                | Episódio: "O Triângulo, a Tia Raquel e o Pedido"          |
| 2008    | Casos e Acasos                   | Hugo Rocha                   | Episódio: "A Blitz, o Presente e os Filhos"               |
| 2008–09 | Domingão do Faustão              | Repórter                     | Quadro: Caminhão do Faustão                               |
| 2009–10 | Vídeo Show                       | Apresentador                 |                                                           |
| 2009–21 | Mega da Virada                   | Apresentador                 |                                                           |
| 2011    | Insensato Coração                | Oscar Amaral                 |                                                           |
| 2011    | Aquele Beijo                     | Ele mesmo                    | Episódio: "2011"                                          |
| 2014    | Os Homens São de Marte...        | Domingos Sampaio             | Episódio: "O Primeiro Beijo" Episódio: "Um Novo Começo"   |
| 2016    | Escola para Maridos              | Apresentador                 |                                                           |
| 2017    | À Primeira Vista                 | Apresentador                 |                                                           |

### Cinema
| Ano  | Título                       | Personagem              | Notas        |
| ---- | ---------------------------- | ----------------------- | ------------ |
| 2000 | Xuxa Popstar                 | Ricardo Luz/Raio de Luz |              |
| 2003 | Maria - Mãe do Filho de Deus | Jesus                   |              |
| 2004 | A Cartomante                 | Camilo                  |              |
| 2006 | Selvagem                     | Benny (voz)             | Dublagem     |
| 2013 | Didi, o Peregrino            | Santiago Maior          |              |
| 2015 | Que Geração É Essa?          | Ele mesmo               | Documentário |